# لوك دينيسي
لوك دينيسي (بالإنجليزية: Luke Dean)‏ (21 يونيو 1913 في المملكة المتحدة - 1 يناير 1975 بستوك أون ترينت في المملكة المتحدة) هو لاعب كرة قدم بريطاني (وحمل سابقاً جنسية المملكة المتحدة لبريطانيا العظمى وأيرلندا) في مركز الهجوم. لعب مع بورت فايل ونورثويتش فيكتوريا.